# UNMIS
La  Missione delle Nazioni Unite nel Sudan (UNMIS dall'inglese United Nations Mission In Sudan) creata con la risoluzione 1590 dal Consiglio di Sicurezza delle Nazioni Unite il 24 marzo, 2005  dopo la firma, il 9 gennaio 2005, dell'accordo di pace tra il governo del Sudan e il Movimento di Liberazione Popolare del Sudan.
Il mandato dell'UNMIS è quello di garantire il rispetto degli accordi e di fornire assistenza umanitaria alla popolazione, di promuovere i diritti umani, e di supportare la Missione dell'Unione Africana in Sudan.

## Storia
Attualmente il cessate-il-fuoco è rispettato da entrambe le parti, anche se va detto che non tutti i gruppi hanno firmato l'accordo. La situazione umanitaria rimane comunque grave soprattutto nei campi profughi.
La missione è composta da 10.000 militari di cui 750 osservatori; 715 civilian poliziotti, 1.018 civili, 2,623 Volontari delle Nazioni Unite.
Le truppe sono dislocate in 6 differenti settori con degli osservatori che devono garantire il rispetto del cessate-il-fuoco..
Il quartier generale della missione è nella capitale Khartoum, ed è guidata dal generale indiano Jasbir Singh Lidder.

## Contributori di personale militare
Algeria, Australia, Austria, Bangladesh, Belgio, Brasile, Canada, Cile, Cina, Croazia, Danimarca, Egitto, Figi, Finlandia, Germania, Grecia, Guatemala, Ungheria, India, Italia, Giordania, Kenya, Malawi, Malaysia, Mongolia, Namibia, Nepal, Nigeria, Norvegia, Pakistan, Paraguay, Perù, Polonia, Romania, Russia, Spagna, Sudafrica, Svezia, Gran Bretagna, Ucraina, Uruguay, Zambia, Zimbabwe

## Contributori di personale impiegato in compiti di polizia
Ucraina, Giordania, Kenya, Malaysia, Nigeria, Sri Lanka, Svezia, Turchia, Russia, Samoa, Pakistan, Figi, Zambia, Zimbabwe, Gambia, Ghana, Tanzania, Australia, Filippine, Uganda, India, Cina, Messico, Argentina, Nepal.